# Danubio (loď)

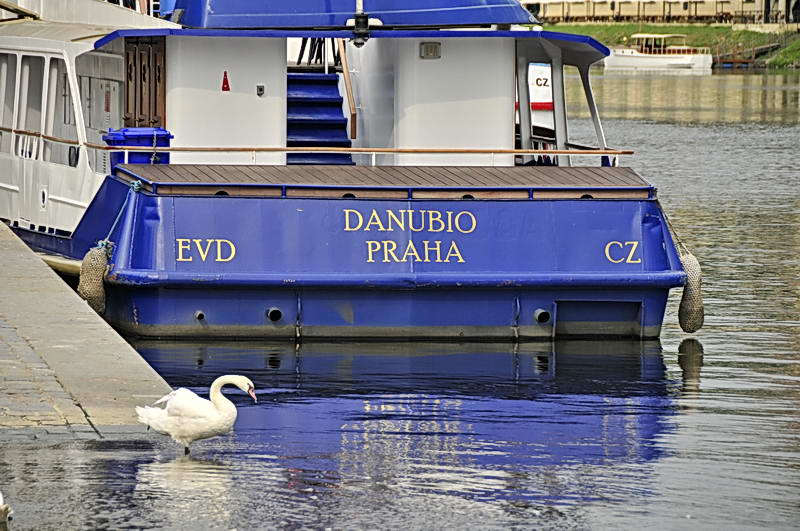
loď Danubio

Loď Danubio byla na vodu spuštěna v roce 1987 pod jménem Čadca. V roce 2007 byla modernizována, přejmenována na nynější název Danubio, což italsky znamená Dunaj, a stala se jednou lodí z početné flotily Evropské vodní dopravy. Roku 2012 přešla spolu s dalšími loděmi určenými pro osobní lodní dopravu pod nástupnickou společnost Prague Boats s.r.o.

## Technický popis
Danubio měří na délku více než 38 metrů, do šířky 6,5 metrů. Uvnitř lodi je kapacita k sezení pro 90 osob, na sluneční palubě až 100 osob. Venkovní paluba je částečně zastřešená, hlavní salon klimatizovaný a k dispozici jsou rautové stoly i bar. Plavidlo je kompletně ozvučené a poskytuje kompletní gastronomický servis.

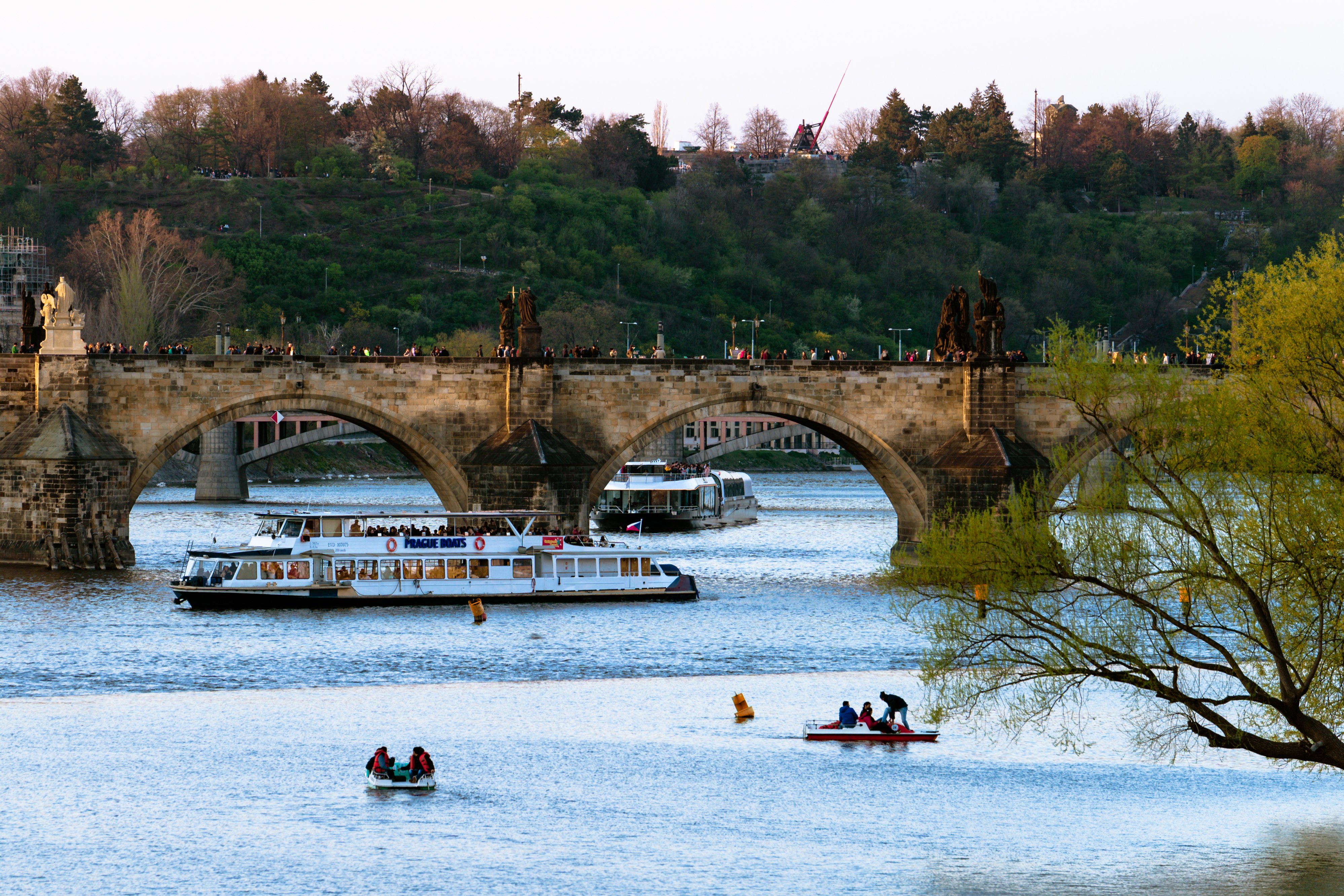
Loď Danubio v Praze na Vltavě u Karlova mostu

## Využití
Ačkoliv se dříve využívala i k nákladní dopravě, dnes slouží výhradně k výletním plavbám po Praze i okolí. Zajímavostí je, že se Danubio jako jedna ze tří lodí podílela na podzim roku 2008 na zajištění náhradní lodní dopravy při přerušení provozu tramvají ve Vyšehradském tunelu.

## Galerie

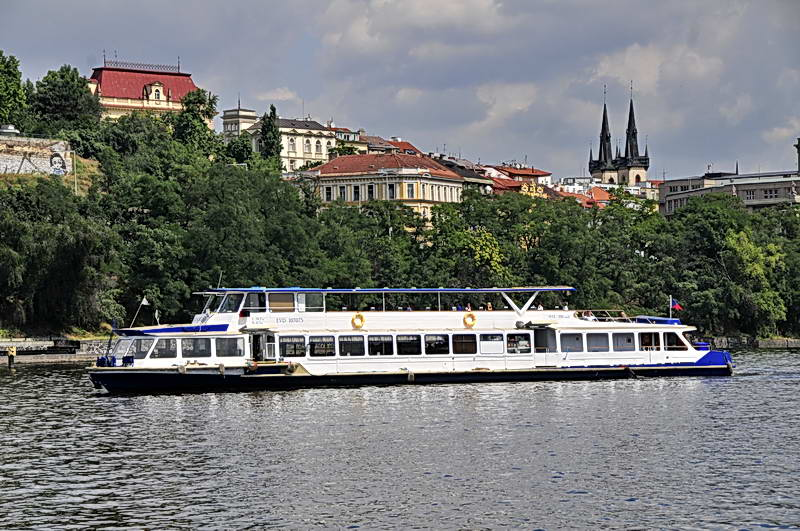
loď Danubio
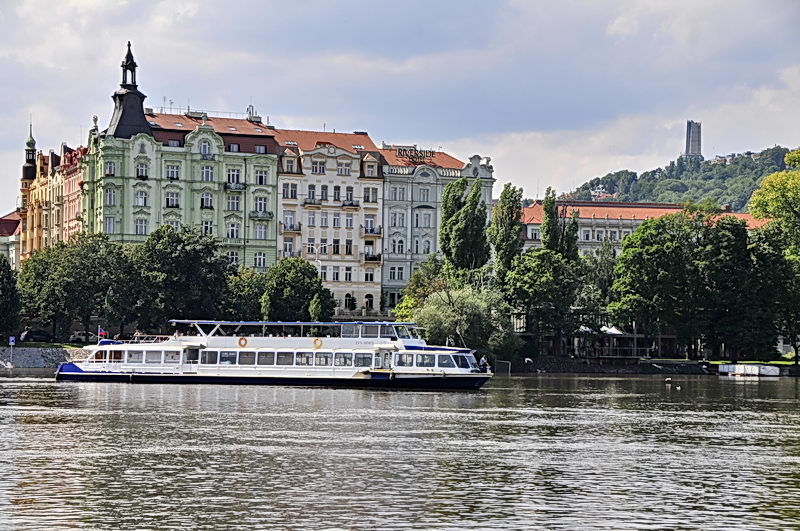
loď Danubio
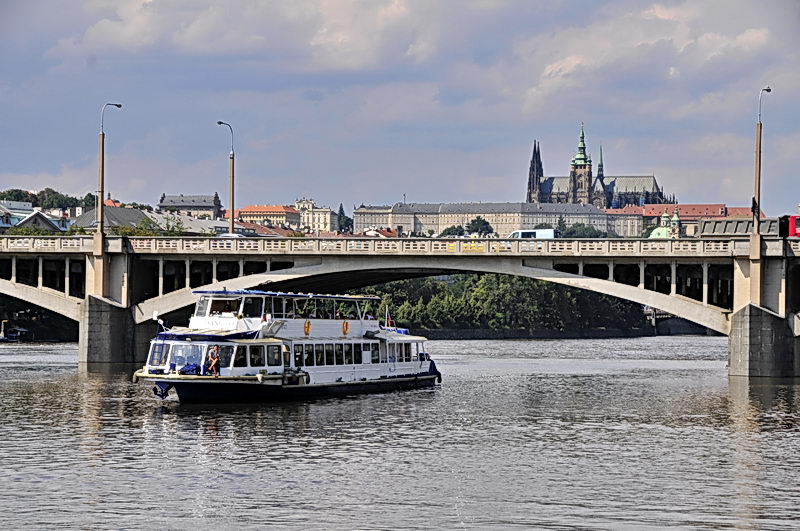
loď Danubio
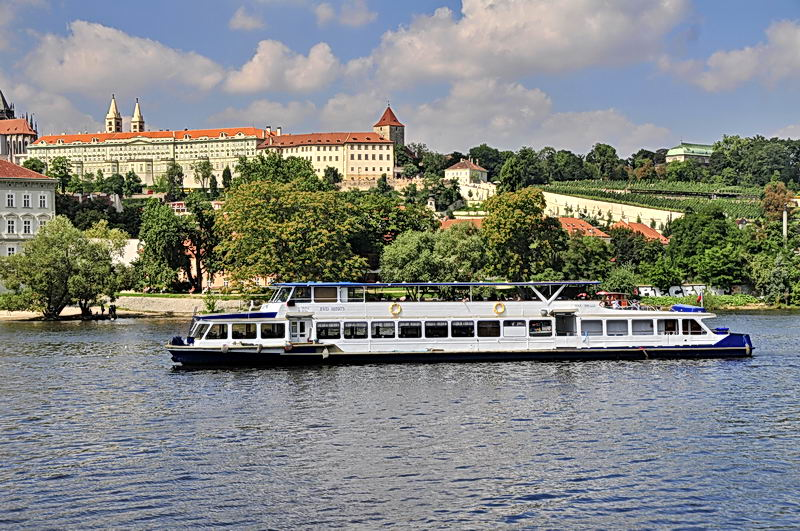
loď Danubio